# Niels Viborg
Niels Viborg (Wiborg) (4. november 1785 i Lynge ved Sorø – 4. september 1863 i København) var en dansk departementsdirektør i Marineministeriet.

## Karriere
Hans forældre var fæster af Sorø Mølle og krohold Søren Wiborg (1753-1820) og Christence Cathrine Müller. hans forældre levede i små kår og kunne derfor ikke holde sønnen ved bogen; oprindelig skulle han have været i malerlære, men det lykkedes ham at få ansættelse på et handelskontor. Ved sin energi og flid opnåede han senere at komme ind i Admiralitetskollegiet som skriver, og nu tog han med kraft fat på studiet af juraen. Allerede 1810 - samme år, som han tog embedseksamen - avancerede han til fuldmægtig, 1813 blev han kommissariatssekretær, 1814 overkrigskommissær, 1815 justitsråd, 1826 medlem af direktionen for Søetatens Hospital, 1828 admiralitetskommissær og (1. november) Ridder af Dannebrogordenen, 1830 medlem af direktionen for Søkvæsthuset og Assistenshuset, 1833 assessor i Admiralitetskollegiet, året efter 2. civildeputeret i Kollegiet, 28. oktober 1836 Dannebrogsmand. 1841 erholdt han titel af generalkrigskommissær, 1848 ved Marineministeriets oprettelse udnævntes han til direktør for dettes 3. afdeling. 28. juni 1847 blev han Kommandør og 30. januar 1860 Storkors af Dannebrog. Han fik rang med virkelige etatsråder 1836, med konferensråder 1841, med kontreadmiraler 1853. Han bar Sankt Stanislaus' Orden.
Han blev 1826 sekretær i Selskabet for Naturlærens Udbredelse og var 1836-38 og fra 1843 direktør for selskabet. Viborg var desuden fra 15. november 1853 til 1. december 1854 medlem af Folketinget for Aalborg Amts 2. kreds (Aalborgkredsen).

## Karakteristik
Niels Viborgs ualmindelige forretningsdygtighed gjorde ham tillige nytte ved de mange særlige hverv, han beklædte, således var han med fremragende dygtighed i en årrække bestyrer af sejldugsfabrikken, af Assistenshuset o.a.; han arbejdede med nidkærhed i talrige kommissioner og erhvervede sig ved sin klogskab en betydelig indflydelse i administrationen, altid med held i de civile sager, derimod undertiden mindre heldig, når det gjaldt militære eller maritime spørgsmål. At han forstod at hævde sig, selv over for så selvstændig en personlighed som C.A. Rothe, viste han 1829, da denne i anledning af Viborgs forslag om en bedre ordning af tømmerleverancerne til Holmen i sin betænkning havde brugt udtryk, som Viborg anså for ærekrænkende. Han anlagde straks proces mod Rothe og tiltvang sig oprejsning, idet kongen gav Rothe (der i øvrigt havde ret i spørgsmålet) en alvorlig irettesættelse.
Om Viborg har Carl van Dockum skrevet: "Sjælen for Admiralitetet, eller dettes ledende Aand blev Etatsraad Viborg, Typus for det Bureaukrati, der under Enevoldsherredømmet regerede Staten", og videre: "men med al den Hjælp, som de senere Ministre har fundet i hans Bistand, har en bestandig Opmærksomhed fra deres Side været nødvendig for at holde den bureaukratiske Aand tilbage, der under den tidligere Regeringsform havde slaaet saa dybe Rødder".
Ved overhofmarskal Joachim Godsche von Levetzaus død (1859) valgtes Viborg til stormester for den gamle, godgørende Kædeorden, hvilken stilling han beklædte til 1861. Han døde i København 4. juni 1863. 
Viborg blev gift 28. marts 1814 i Vor Frue Sogn med Hansine Henriette Fogh (5. september 1791 i København - 7. december 1867 sammesteds), datter af assistenshusforvalter Laurids Fogh (1752-1802) og Dorthe Cathrine Schrøder (1754-1804).
Han er begravet på Holmens Kirkegård.

## Gengivelser
Han er gengivet på J.V. Gertners tegning fra 1846 af salvingen 1840 (De Danske Kongers Kronologiske Samling). Fotografi fra ca. 1860-63 (Det Kongelige Bibliotek).